# 天主教莫洛-莫雷諾教區
天主教莫洛-莫雷諾教區（拉丁語：Dioecesis Merlensis-Morenensis）是阿根廷一個羅馬天主教教區，屬梅塞德斯-路嫻總教區。
教區成立於1997年5月13日，位於布宜諾斯艾利斯西郊莫雷諾縣和莫洛縣，座堂位於莫雷諾。2004年有教友701,737人（佔轄區總人口82.5%）、卅五個堂區、六十二名司鐸。現任教區主教為威田南·嘉祿·馬萊蒂，輔理主教為奧斯卡·愛德華·米尼亞羅，榮休主教為威田南·瑪利亞·巴爾加略。